# Palazzo Antonini

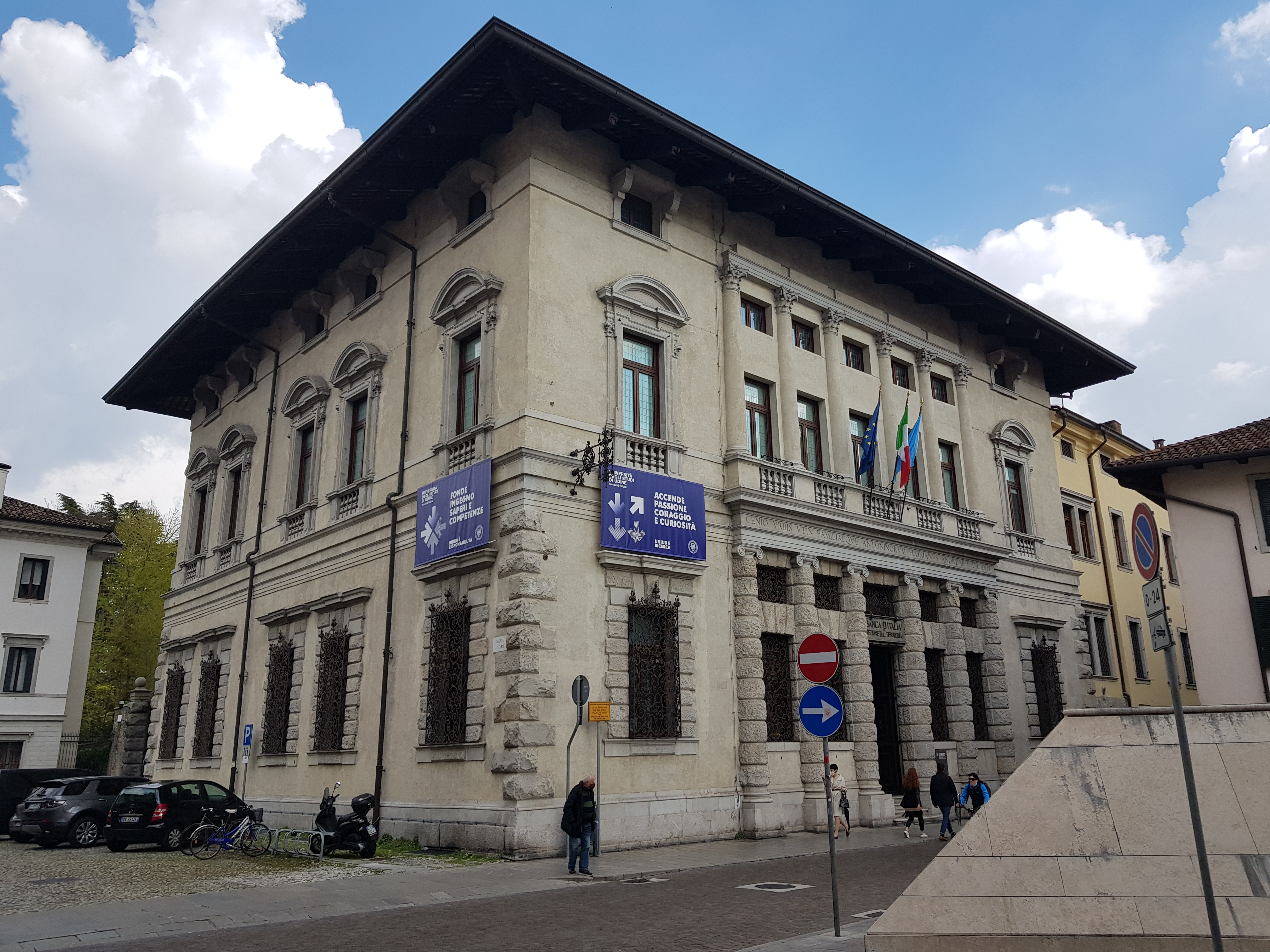
Palazzo Antonini in Udine

Der Palazzo Antonini ist ein Palast aus dem 16. Jahrhundert in Udine in der italienischen Region Friaul-Julisch Venetien. Das Gebäude liegt an der Via Gemona. Der Architekt Andrea Palladio entwarf ihn für die Familie Antonini, denen auch etliche weitere Paläste in der Stadt gehörten.

## Geschichte

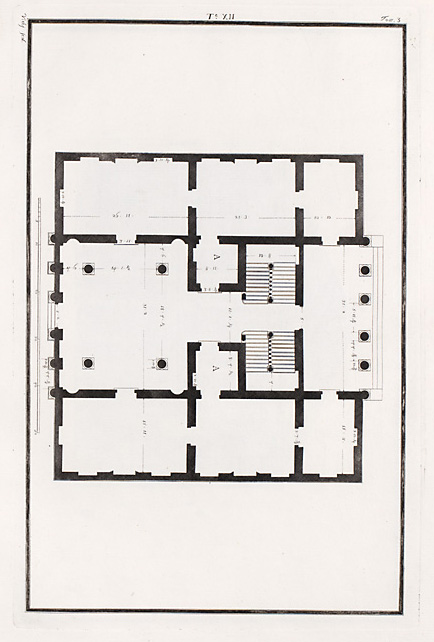
Palazzo Antonini, Grundriss von Ottavio Bertotti Scamozzi, 1781

Der Baubeginn des Palastes wird traditionell mit dem Jahr 1556 angegeben, in Verbindung mit dem Bau des Arco Bollani, einem weiteren Werk Palladios in Udine.

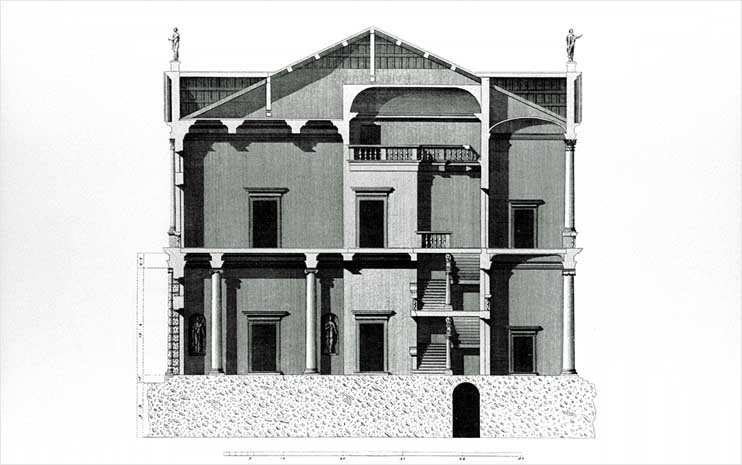
Palazzo Antonini, Aufriss von Ottavio Bertotti Scamozzi, 1781

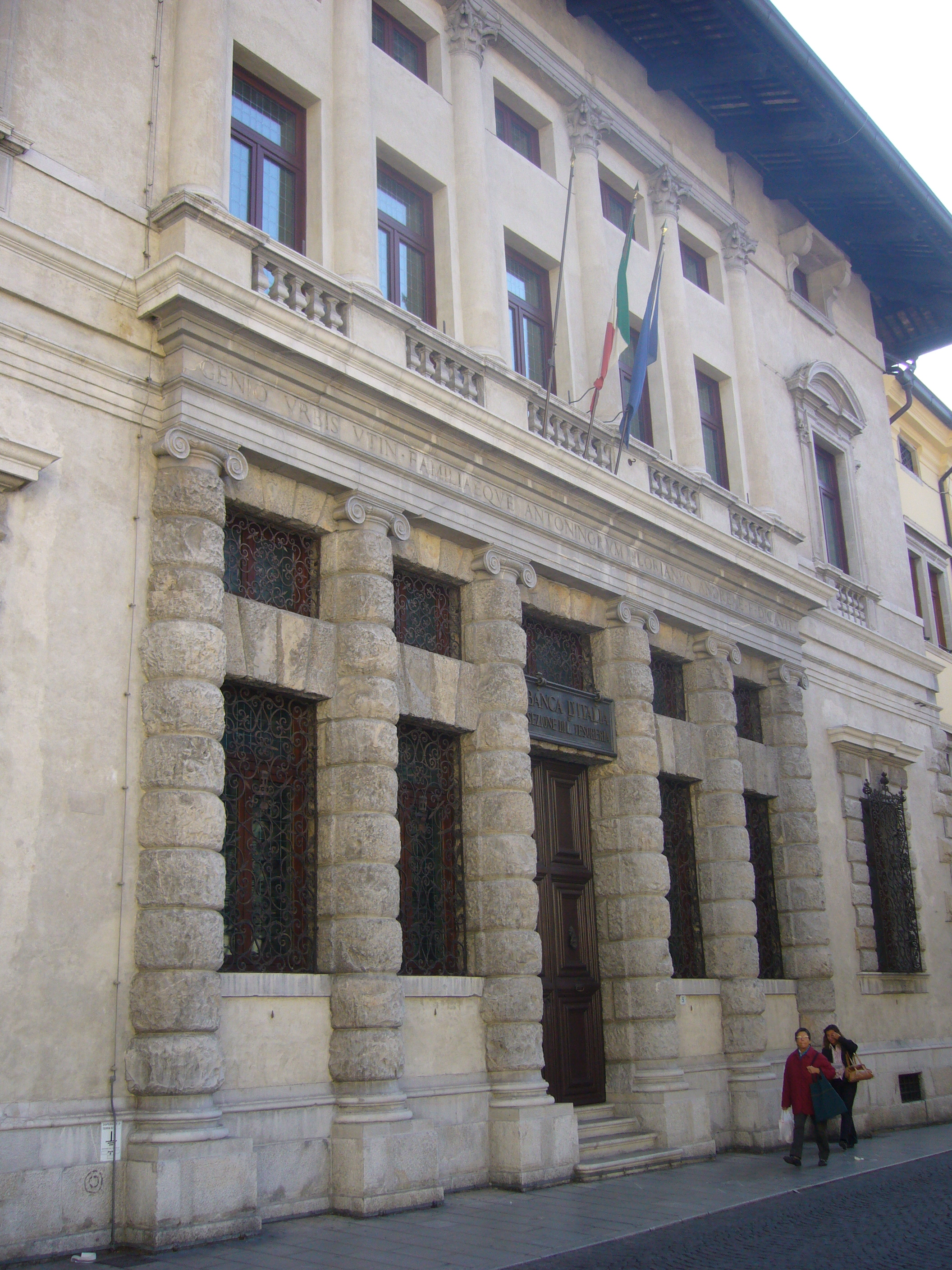
Detail der Fassade

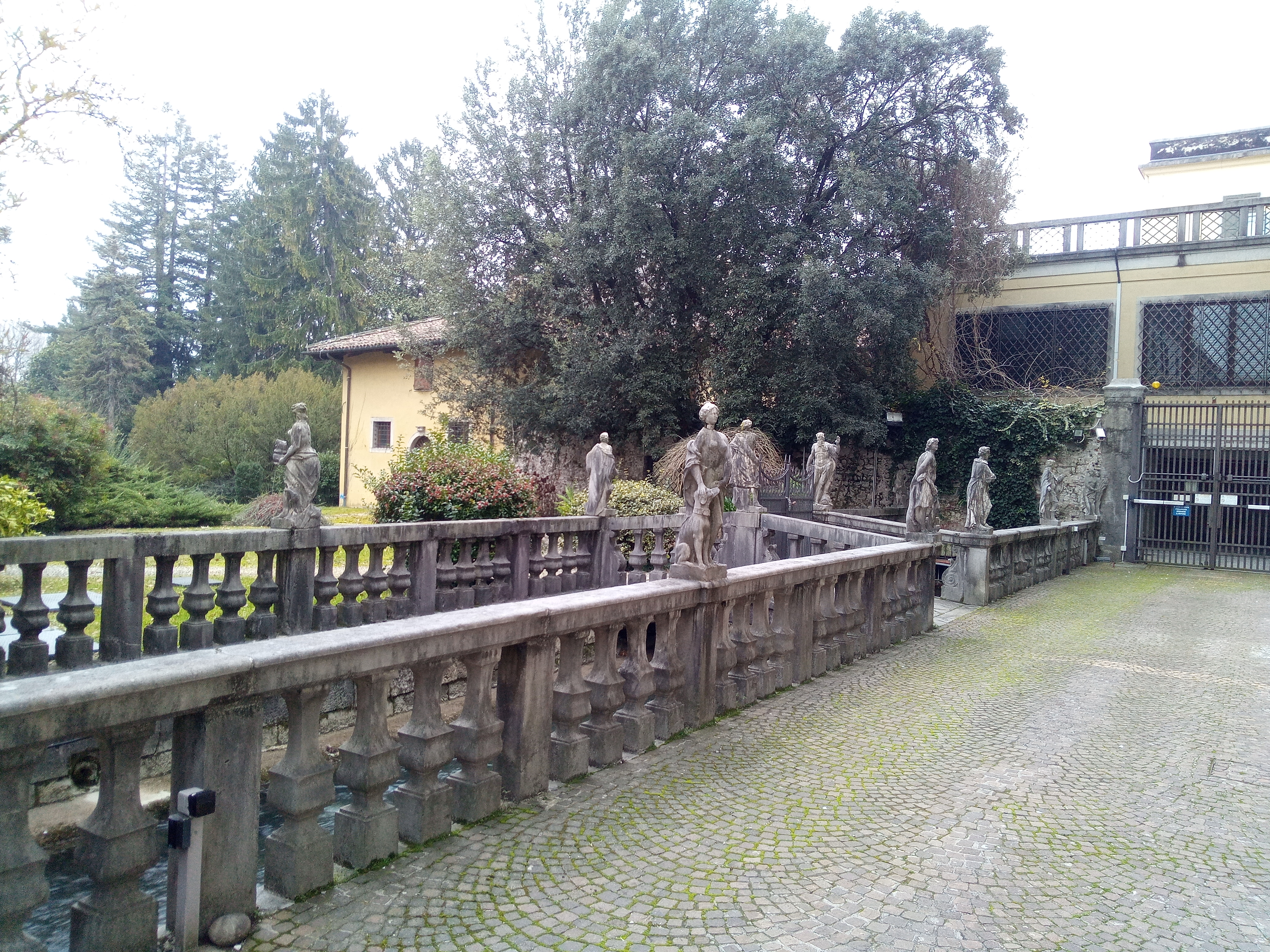
Blick auf den Garten

Der Auftraggeber war Floriano Antonini, ein junges, ambitioniertes Mitglied eines der renommiertesten Familien der Aristokratie von Udine, der, begierig darauf, eine erlernte Tradition wiederzuentdecken, eine Stiftungsmedaille für den Palast schlagen ließ, vermutlich, um zu zeigen, dass dieser gehobene Geschmack nicht nur ausschließliches Eigentum der aristokratischen Kreise der Republik Venedig, der Stadt Venedig, war. 1559 war der Palast bereits teilweise bewohnbar, aber 1563 wurde daran noch gebaut.

### Das Projekt Palladios
Dieses Projekt eröffnet den Abschnitt in Palladios Abhandlung I quattro libri dell'architettura von 1570, die den Palästen der Stadt gewidmet ist, auch wenn der Palazzo Antonini, wie bereits die Villa Pisani in Montagnana oder die Villa Cornaro in Piombino, ein ambivalentes Gebäude ist, wenn auch mit umgekehrtem Vorzeichen: Es handelt sich tatsächlich um einen städtischen Palast im Stile eines Landhauses in der Vorstadt. Schließlich muss man berücksichtigen, dass er am Rande des Stadtzentrums in einem offenen Gebiet mit Gärten steht, wie der Palazzo Chiericati oder der Palazzo Civena in Vicenza. Die Gestaltung der Fassaden ist faszinierend, insbesondere die der Fassade zur Straße mit ionischen Halbsäulen aus Fels, die die der Villa Serego in  Santa Sofia vorwegnehmen, die eine echte Ausnahme in der palladianischen Poesie darstellen. Darüber hinaus lässt ein dichtes Netz von Öffnungen die Loggia zur Straße zu einer Art lichtdurchlässigem Diaphragma werden. Das gesamte Gebäude ist wie von durchgehenden Steinbändern umschlossen, vom Keller über die Halbsäulen des Gebälks bis zu dem Bereich, der dem oberen Fries entspricht, wo sich kleine, rahmenlose Fenster im Getreidespeicher öffnen.

### Weitere Ereignisse

#### 17. Jahrhundert
Im 17. Jahrhundert wurde bei mindestens zwei Umbaukampagnen das Aussehen des Gebäudes stark verändert: Alle Fenster mit Ausnahme derer rechts der Loggia auf der Rückseite wurden ausgetauscht, ebenso wie die Treppen im Inneren.

#### 18. Jahrhundert
1709 realisierte Martino Fischer die Verzierungen an den Fassaden und später schuf Luigi Zandomeneghi die Stuckarbeiten. So trugen sie definitiv zur Veränderung der palladianistischen Innenräume bei. Was vom Projekt Palladios übriggeblieben ist, sind der Grundriss (mindestens der Treppen) und der umbaute Raum des Gebäudes, die Loggien an Front und Rückseite (deren Giebel allerdings nicht realisiert wurden) und die Elemente des „Viersäulensaales“.

#### 19. Jahrhundert
1866 wurde mit der Annexion von Friaul nach Italien im Garten ein Küstenmammutbaum gepflanzt, der heute noch existiert. 1867 ordnete Pietro Quaglia den Garten zum Piazzale Primo Maggio neu.

#### 20. Jahrhundert
Von den 1930er-Jahren bis zum Dezember 2009 war der Palast Sitz einer Filiale der Banca d’Italia.

#### 21. Jahrhundert
2018 kaufte der Professor Attilio Maseri den Palast und stiftete ihn der Universität Udine. Nach dieser Schenkung wurde der Palast in „Palazzo Antonini-Maseri“ umbenannt.